# Yağmur Atacan
Yağmur Atacan (* 19. Mai 1983 in Gaziantep) ist ein türkischer Schauspieler.

## Leben und Karriere
Yağmur Atacan wurde am 19. Mai 1983 in Gaziantep geboren. Seine Eltern stammen aus Jugoslawien. Er studierte an der Universität Istanbul. Sein Debüt gab er 2003 in der Fernsehserie Lise Defteri. Von 2004 bis 2005 war er in der Serie Bir Dilim Aşk zu sehen. Anschließend bekam Atacan 2006 in dem Film Die Prüfung die Hauptrolle. Im selben Jahr wurde er für die Serie İlk Aşkım gecastet. Zwischen 2006 und 2011 spielte Atacan in Doktorlar mit. 2016 trat er in dem Film Pamuk Prens auf.

## Filmografie
Filme
- 2006: Die Prüfung (Sınav)
- 2007: Coole Schule
- 2008: Avanak Kuzenler
- 2016: Pamuk Prens

Serien
- 2003: Lise Defteri
- 2004–2005: Bir Dilim Aşk
- 2005: Nefes Nefese
- 2006: İlk Aşkım
- 2006–2011: Doktorlar